# Daniel Nathans

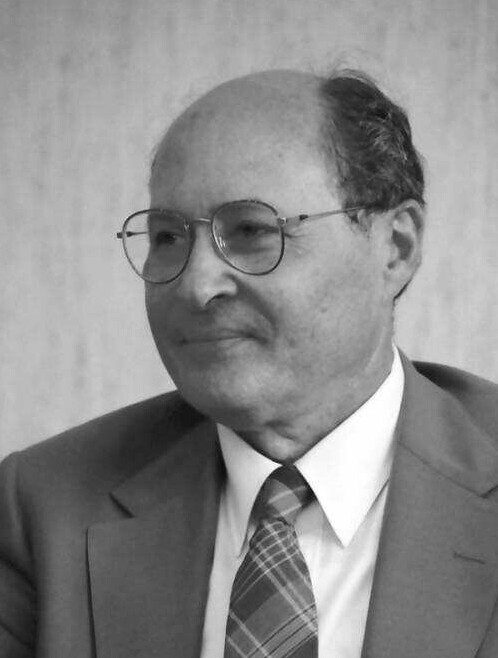
Daniel Nathans (1987)

Daniel Nathans (* 30. Oktober 1928 in Wilmington, Delaware; † 16. November 1999 in Baltimore, Maryland) war ein US-amerikanischer Mikrobiologe und Biochemiker.

## Leben
Nathans studierte zunächst Chemie, Philosophie und Literatur, wechselte dann zur Medizin und studierte an der Washington University in St. Louis, wo er dieses Studium 1954 erfolgreich abschloss. In der Folge arbeitete er am Columbia-Presbyterian Medical Center in New York und den National Institutes of Health in Bethesda, Maryland. 1959 kam er als wissenschaftlicher Mitarbeiter an das Rockefeller Institute for Medical Research in New York, wo auch der Biochemiker Fritz Albert Lipmann arbeitete. 1976 wurde er mit dem National Academy of Sciences Award in Molecular Biology ausgezeichnet.
1978 erhielt Nathans zusammen mit Werner Arber und Hamilton Othanel Smith den Nobelpreis für Physiologie oder Medizin „für ihre Entdeckung der Restriktionsenzyme und der Anwendung dieser Enzyme in der Molekulargenetik“. Er war Mitglied der American Academy of Arts and Sciences (seit 1977), der National Academy of Sciences (seit 1979) und der American Philosophical Society (seit 1985).
Von 1994 bis 1995 war Nathans als Nachfolger von William C. Richardson Präsident der Johns Hopkins University.